# Platynoorda atrivittalis
Platynoorda atrivittalis är en fjärilsart som beskrevs av Munroe 1977. Platynoorda atrivittalis ingår i släktet Platynoorda och familjen Crambidae. Inga underarter finns listade i Catalogue of Life.